# Raatikkasaari (ö i Södra Österbotten)
Raatikkasaari är en ö i Finland.   Den ligger i den ekonomiska regionen  Kuusiokunnat  och landskapet Södra Österbotten, i den centrala delen av landet, 270 km norr om huvudstaden Helsingfors. Raatikkasaari ligger i sjön Pemujärvi.